# Rödgröna

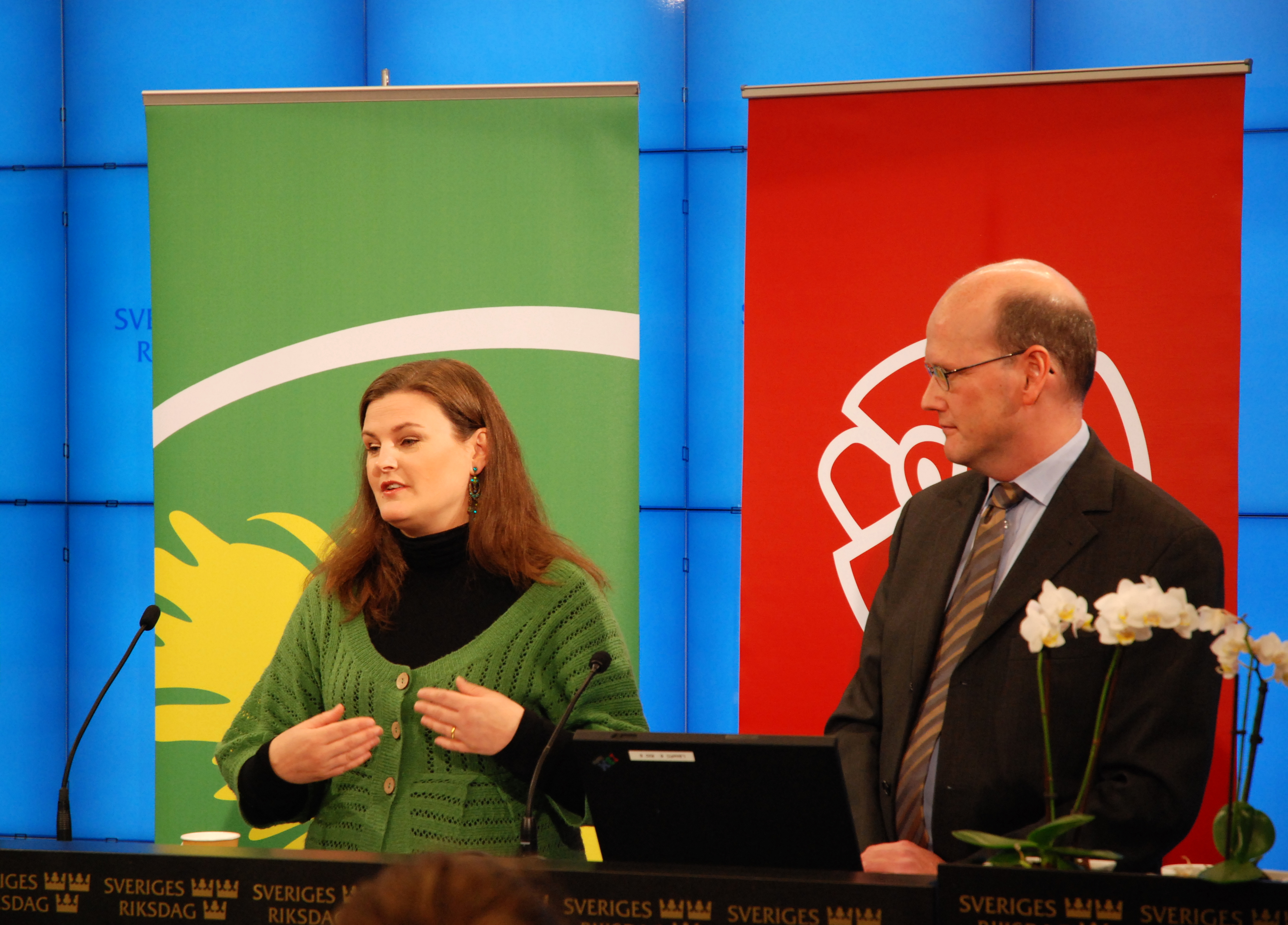
Persconferentie van de Rödgröna (Mikaela Valtersson en Thomas Östros)

De Rödgröna (Nederlands: de rood-groenen) is de naam van een samenwerking van (centrum)linkse partijen in Zweden, opgestart in december 2008. Zij werden geïnspireerd door een gelijkaardige bestaande rood-groene coalitie in Noorwegen.
De samenwerking bestaat uit drie partijen:
- Socialdemokraterna (S), een sociaaldemocratische partij geleid door Stefan Löfven met 112 (van de 349) zetels in de Zweedse Rijksdag.

- Vänsterpartiet (V), een socialistische partij geleid door Jonas Sjöstedt met 19 (van de 349) zetels in de Zweedse Rijksdag.

- Miljöpartiet de Gröna (MP), een groene partij met woordvoerders Åsa Romson en Gustav Fridolin met 19 (van de 349) zetels in de Zweedse Rijksdag.

Deze drie partijen slaagden er in 2006 en in 2010 niet in om samen een meerderheid van de stemmen te halen en gingen oppositie voeren tegen de vierpartijenregering van Alliansen van Fredrik Reinfeldt. Aanvankelijk hadden de sociaaldemocraten vooral goede banden met Miljöpartiet. De banden met Vänsterpartiet waren losser. Na de nederlaag in 2006 werden de banden met laatstgenoemde partij aangehaald.
De samenwerking werd na de verkiezingen van 2010 voor onbeperkte tijd opgeschort en niet lang daarna opgeheven.